# Campylopus arboricola
Campylopus arboricola là một loài rêu trong họ Dicranaceae. Loài này được Cardot & Dixon mô tả khoa học đầu tiên năm 1923.